# 社区 (行政区划)
社区是中国内地的法定城市居民基层群众自治组织——居民委员会的管理范围（村级行政区划单位）。

## 上级
- 街道：行政机构为市辖区或不设区的市的人民政府的派出机构街道办事处
- 乡或镇：行政机关为乡级人民政府
- 县级市：龙港市不设乡级行政机构，直接由市本级管理社区。
- 市辖区：三亚市各市辖区不设乡级行政机构，直接由区本级管理社区。

## 歷史
中国内地社区的设立，某程度可反映该地区的城市化程度：通常在城市化程度较高的乡级行政区多下设社区居委会，而在农村或城市化程度较低的乡级行政区下多设村委会。当一地的城市化程度达到一定程度，其往往会向所属县级人民政府请示批准撤销村委会，成立居委会，即完成“村改社区”（又称“村改居”）的过程。
而在部分人口密度较大的发达地区，如上海、北京的部分老城区，由于街道的面积较小，与社区的概念往往有合并的趋势，因而“社区居委会”也有不出现“社区”二字、仅用“居委会”而社区二字被用在街道办事处的情况存在。
21世纪以來，中國大陸除上海市以外的绝大部分地区，陆续将居民委员会进行合并，并在其名称中加上“社区”二字。此举的目的是希望对原来行政管理性质过浓的居民委员会的职能进行改造，使其更倾向于社区服务，所以改造后的居民委员会，不少同时加挂“社区服务中心”的牌子。此风也同时影响至农村地区。舟山市在2005年进行渔农村新型社区建设，在全市农村地区组建社区管理委员会。此外还有山东省诸城市，也在全市乡村地区组建社区管理委员会。
近年在上海市，社区的概念则用于指称街道办事处的辖区“街道”，一般为一个街道设置一个社区服务中心。北京市石景山区鲁谷地区进行社区服务实践过程中，即借鉴了上海的经验，也采全街道统一安排社区服务的模式，后鲁谷地区正式设立鲁谷街道办事处时，便将社区服务中心设置于街道办事处层面。所以上海市主城区，和北京市鲁谷街道办事处的居民委员会，其名称中几乎都不含“社区”两字。

## 相关法律法规
- 《中华人民共和国地方各级人民代表大会和地方各级人民政府组织法》
- 《中华人民共和国城市居民委员会组织法》
- 《中华人民共和国村民委员会组织法》